# Round Here
"Round Here" is de tweede single van het debuutalbum van de Counting Crows, August and Everything After (1993). Het nummer werd uitgebracht in 1994 door Geffen Records.
Het nummer werd geschreven door frontman Adam Duritz, samen met de bandleden van The Himalayans, Dan Jewett, Chris Roldan en Dave Janusko. Duritz schreef dit nummer al voor de officiële oprichting van de band.

## Nummers
1. "Round Here" - 5:32
2. "Ghost Train" - 4:01
3. "The Ghost in You"

Versie in Australië
1. "Round Here"(LP Version) - 5:28
2. "Rain King"(Live) - 5:12
3. "The Ghost in You"(Live) - 3:30

Versie in het Verenigd Koninkrijk
1. "Round Here"(LP Version) - 5:28
2. "Ghost Train"(LP Version) - 4:01
3. "The Ghost In You"(Live) - 3:30

## Hitlijsten
| Hitlijst (1994)                 | Hoogste positie |
| ------------------------------- | --------------- |
| UK Singles Chart                | 70              |
| VS Billboard Modern Rock Tracks | 7               |
| MusicMaximum Hot 50             | 2               |
| MusicMaximum Modern Rock 35     | 1               |

### NPO Radio 2 Top 2000
| Nummer met noteringen in de NPO Radio 2 Top 2000 | '16  | '17  | '18  | '19  |
| ------------------------------------------------ | ---- | ---- | ---- | ---- |
| Round Here                                       | 1388 | 1480 | 1958 | 1930 |

1. ↑  Een vetgedrukt getal geeft de hoogste notering aan.
2. ↑  2016 was het eerste jaar met een notering voor dit nummer.
3. ↑  Deze tabel is bijgewerkt tot en met de laatste editie (2024).